# Intervisiesongfestival 1979
Het Intervisiesongfestival 1979 was de derde editie van het liedjesfestival en werd van 22 tot en met 25 augustus 1979 gehouden in de Opera Leśna in Sopot. Het was de derde keer op rij dat Polen het liedjesfestival organiseerde.

## Format
Er werden geen grote wijzigingen doorgevoerd in de regels van het festival.

#### Presentatoren
Irena Dziedzic en Jacek Bromski werden voor het derde jaar op rij aangeduid als presentatoren van het festival. In 1977 presenteerden ze het festival ook nog samen met Marek Gaszyński. In 1978 presenteerden ze het met hun tweeën.

### Deelnemende landen
Er namen dertien landen deel aan het festival, op dat moment, een record.
België, Marokko en Portugal namen voor het eerst deel terwijl Canada zich terugtrok. Cuba nam terug deel aan het festival na een jaartje er tussenuit te zijn geweest.

## Overzicht
| Plaats | Land                           | Taal       | Artiest                            | Lied                  | Punten |
| ------ | ------------------------------ | ---------- | ---------------------------------- | --------------------- | ------ |
| 1      | Polen                          | Pools      | Czesław Niemen                     | Nim przyjdzie wiosna  | 82     |
| 2      | Spanje                         | Spaans     | Red de San Luis                    | Toros en México       | 66     |
| 3      | Hongarije                      | Hongaars   | Cserháti Zsuzsa                    | Különös szilveszter   | 62     |
| 4      | Sovjet-Unie                    | Russisch   | Jaak Joala                         | Podberoe moezikoe     | 56     |
| 5      | Duitse Democratische Republiek | Duits      | Michael Hansen & Nansis            | Sommer, komm wieder   | 38     |
| 5      | Tsjecho-Slowakije              | Tsjechisch | Lenka Filipová                     | Vyjdi ven             | 38     |
| 7      | Marokko                        | ?          | Chems                              | ?                     | 25     |
| 8      | Roemenië                       | Roemeens   | Mirabella Dauer                    | Darul copiilor        | 23     |
| 9      | Finland                        | Fins       | Ritva Oksanen                      | Tuulessa soitto sousi | 21     |
| 10     | België                         | Frans      | Pierre Rapsat                      | 1980                  | 17     |
| 10     | Bulgarije                      | ?          | Sztefka Berova & Jordan Marcsinkov | ?                     | 17     |
| 12     | Cuba                           | Spaans     | Annia Linares                      | Remedio               | 13     |
| 13     | Portugal                       | Portugees  | Gabriela Schaaf                    | Eu só quero           | 6      |

## Scorebord
| Deelnemers        | BG | PL | CZ | FI | RO | DDR | HU | SU |
| ----------------- | -- | -- | -- | -- | -- | --- | -- | -- |
| België            | 0  | 3  | 3  | 4  | 2  | 3   | 2  | 0  |
| Portugal          | 1  | 0  | 1  | 0  | 0  | 0   | 1  | 3  |
| Bulgarije         | 12 | 0  | 0  | 0  | 5  | 0   | 0  | 0  |
| Roemenië          | 5  | 0  | 0  | 0  | 12 | 0   | 6  | 0  |
| Tsjecho-Slowakije | 0  | 6  | 12 | 5  | 0  | 5   | 4  | 6  |
| Hongarije         | 7  | 8  | 7  | 7  | 7  | 7   | 12 | 7  |
| Finland           | 0  | 4  | 2  | 12 | 0  | 2   | 0  | 1  |
| Sovjet-Unie       | 6  | 7  | 6  | 6  | 6  | 6   | 7  | 12 |
| Spanje            | 8  | 10 | 8  | 8  | 8  | 8   | 8  | 8  |
| Oost-Duitsland    | 4  | 5  | 5  | 3  | 1  | 12  | 3  | 5  |
| Cuba              | 3  | 1  | 0  | 1  | 3  | 1   | 0  | 4  |
| Polen             | 10 | 12 | 10 | 10 | 10 | 10  | 10 | 10 |
| Marokko           | 2  | 2  | 4  | 2  | 4  | 4   | 5  | 2  |

## Wijzigingen

Deelnemende landen
Landen die in het verleden deelgenomen hebben, maar dat jaar afwezig waren

### Debuterende landen
- Marokko
- Portugal

### Terugkerende landen
- België: België keerde terug naar het festival na een eenmalige deelname in 1968.
- Cuba: Na een jaartje afwezigheid keerde Cuba terug op het festival.

### Terugtrekkende landen
- Canada

1965 · 1966 · 1967 · 1968 · 1977 · 1978 · 1979 · 1980 · 2008 · 2025